# Кривчунка
Кривчу́нка — село в Україні, d Жашківській міській громаді Уманського району Черкаської області. Розташоване на обох берегах річки Молочна (притока Росі) за 19 км на захід від міста Жашків. На південній околиці села знаходиться зупинний пункт Кривчунка. Населення становить 686 осіб.

## Історія
У праці відомого українського краєзнавця Лаврентія Похилевича, який до речі народився в сусідньому селі Горошків «Сказанія о населенныхъ мѣстностях Кіевской губерніи» видана в 1864 році згадується село Кривчунка
ось оригінальний текст:
КРИВЧУНКА, село при безъпменномь ручсйкѣ текущемъ въ Молочну, въ 4-хъ верстахъ на юго-востокъ огь Горошкова. Жителей обоего пола 1010;^земли 2511 десятинъ. Кривчунка по смерти Игнатія Свидерскаго достаіась 2-му е.О сыну і а по смерти его посту.шла къ імемяшшцѣ, Вандѣ Мощииской. На ноляхъ ^Гчупк н II окрсстныхъ се.іъ разбросаио нѣсколько древнихъ могилъ неизслѣдоваішыхъ и не отличающихси особенною высотою. Церковь Троицкая, деревьяная, 0-го класса; земли имѣеть 35 десятннь, неизвестно въ какомъ году построена.
За давніми переказами першим мешканцем села був якийсь Кривчунко. У нього була гуральня, і по дорозі, як говорили, до Кравця, до шинку. За його прізвищем село й дістало назву.
640 мешканців села брали участь у боях німецько-радянської війни 1941—1945, 201 з них загинули, 240 нагороджені орденами й медалями. На їх честь в 1961 році в селі встановлено обеліск Слави, на якому викарбувані прізвища загинувших односельців.
Станом на 1972 рік в селі мешкало 1 686 чоловік, тут розміщувалась центральна садиба колгоспу імені Чапаєва, за яким було закріплено 2 537,6 га сільськогосподарських угідь, у тому числі 2 452 га орної землі. Господарство спеціалізувалось на вирощуванні озимої пшениці, цукрових буряків, розведенні великої рогатої худоби та свиней. Було також розвинене рибництво, птахівництво, вівчарство. Працювали млин, крупорушка, пилорама, столярно-теслярська майстерня. Також на той час працювали середня школа, клуб із стаціонарною кіноустановкою, 2 бібліотеки з фондом 11 тисяч книг, фельдшерсько-акушерський пункт з пологовим відділенням, дитячі ясла, відділення зв'язку, три магазини, філія ощадкаси.

## Сучасність
В селі працює загальньоосвітня школа, дитячий садок, Будинок культури, відділення зв'язку, філія відділення Ощадбанку, магазини, фельдшерсько-акушерський пункт, два сільськогосподарські підприємства ПСП «Глорія», кількість дворів — 325.

## Відомі люди
- Кравчук Василь Олексійович — український чиновник;
- Левада Олександр Степанович — український радянський письменник-драматург;
- Рябоконь Сава Максимович — доктор геологічних наук.

## Галерея

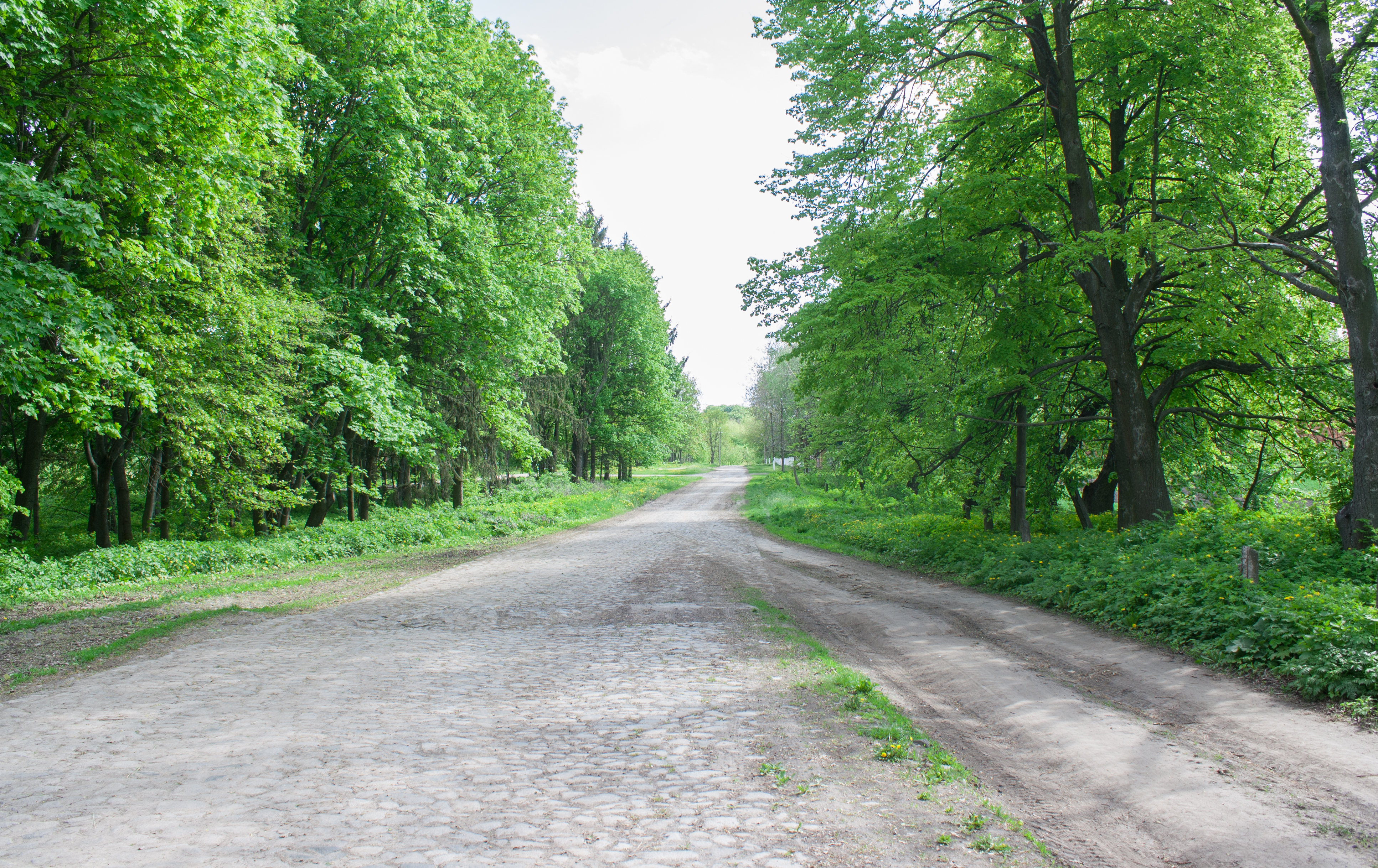
Вулиця О. Левади
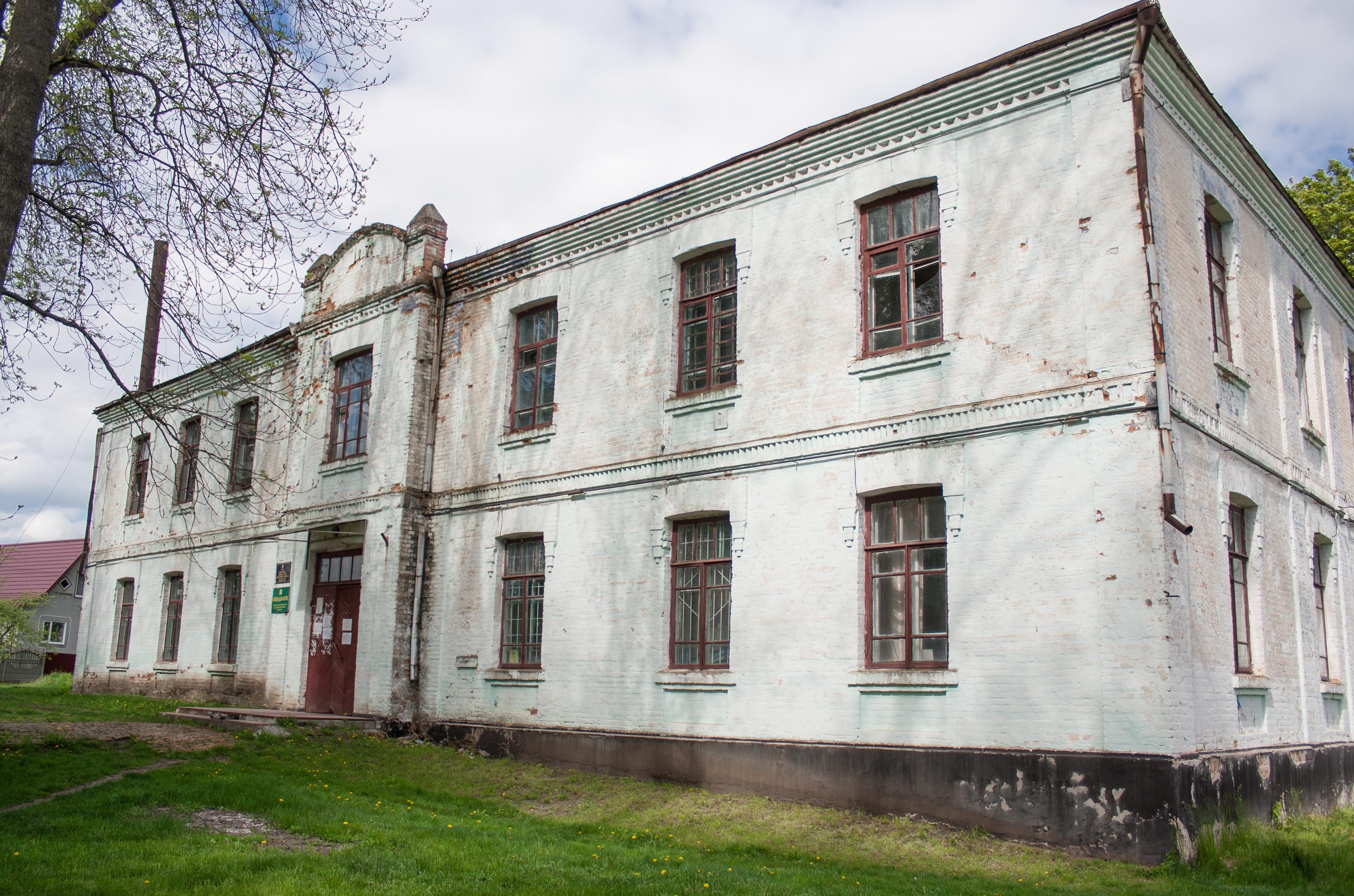
Сільрада
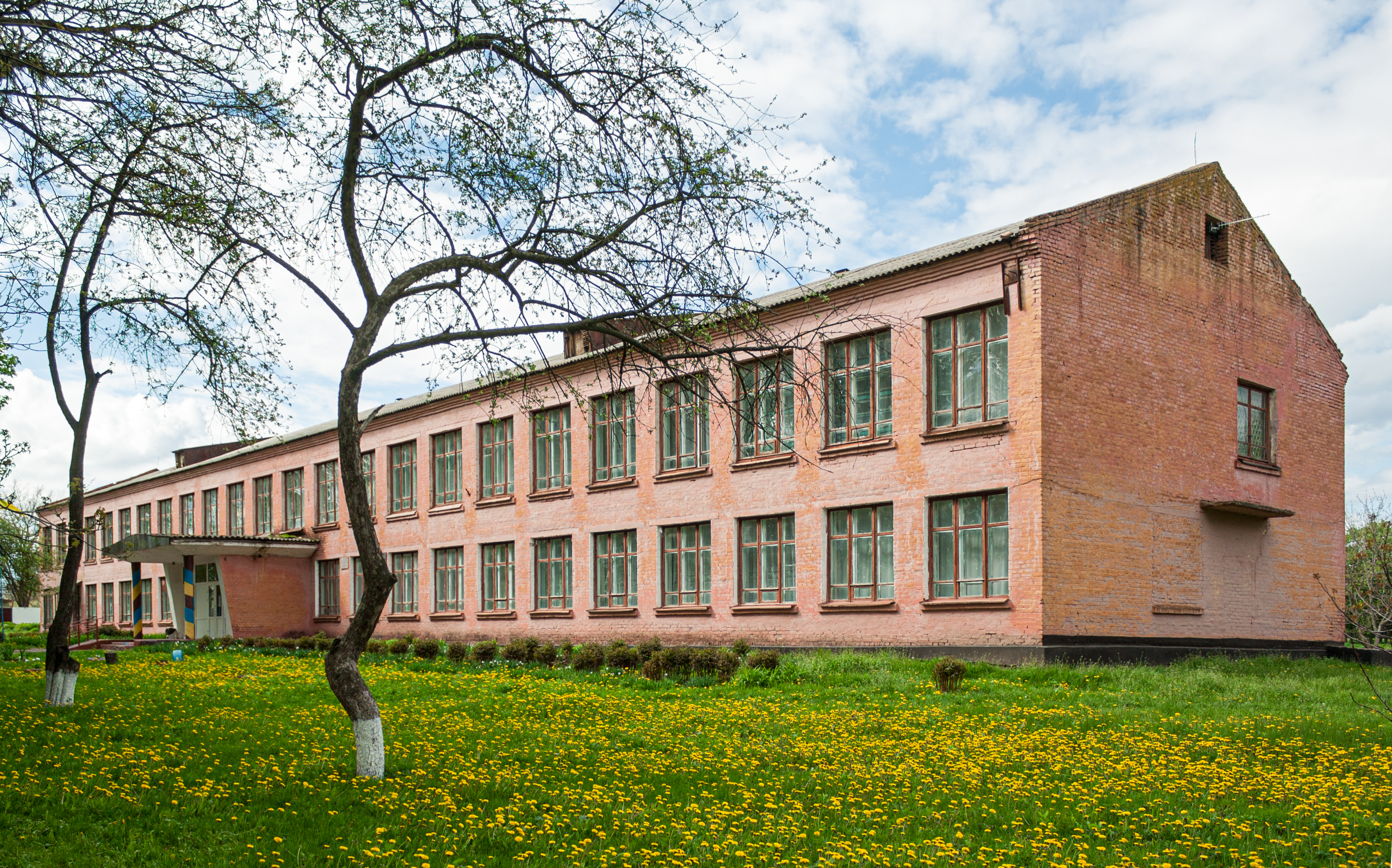
Школа
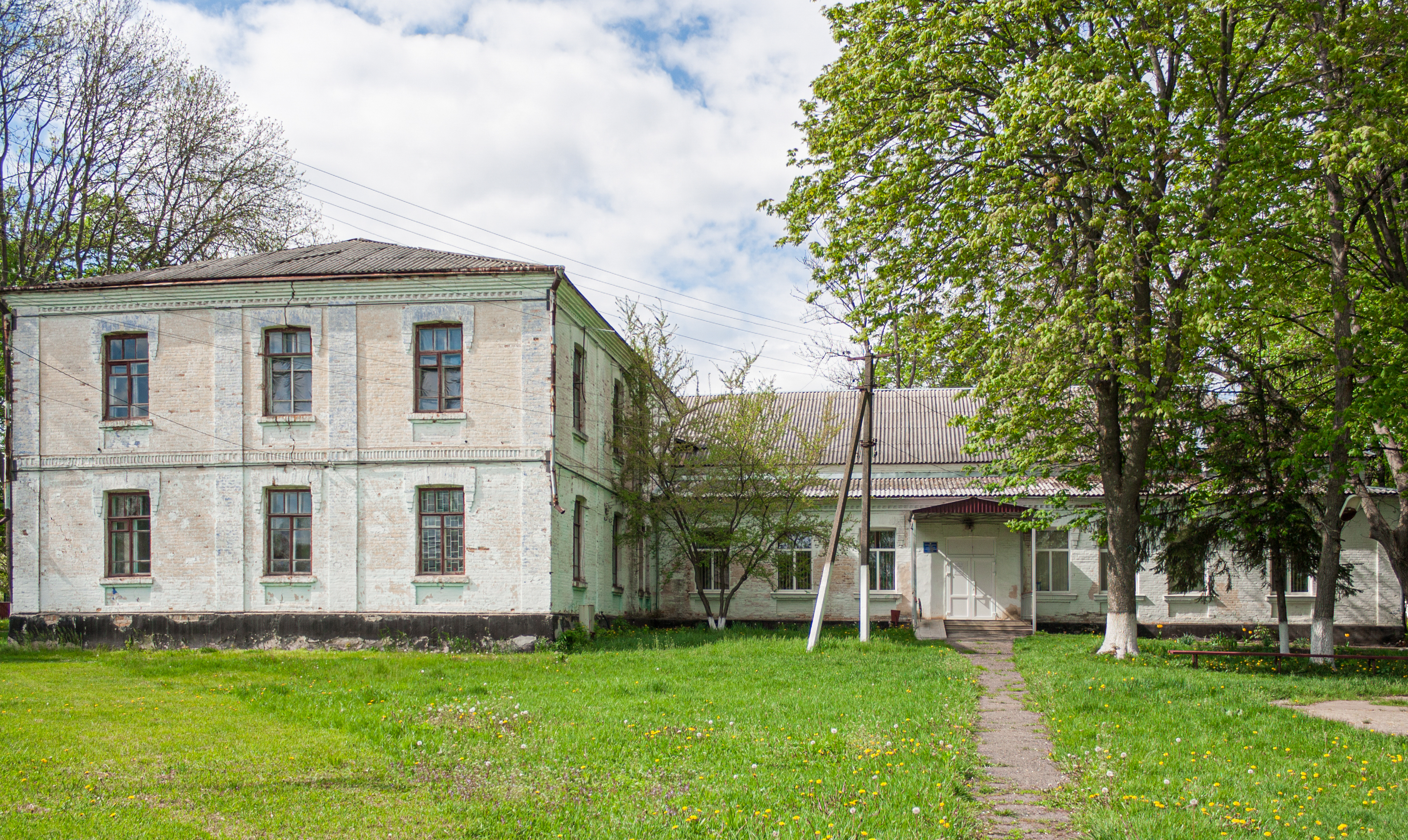
Будинок культури
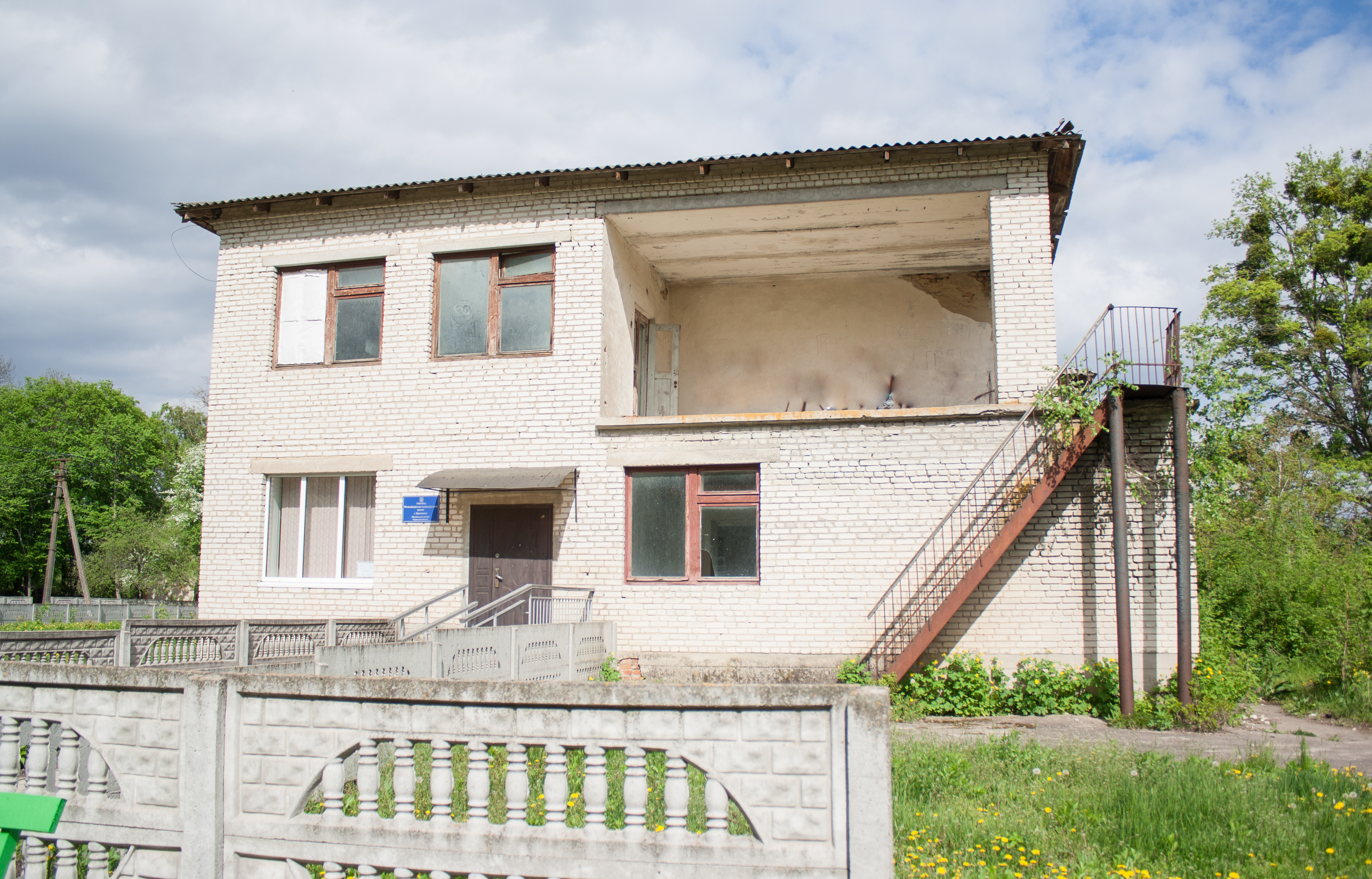
ФАП
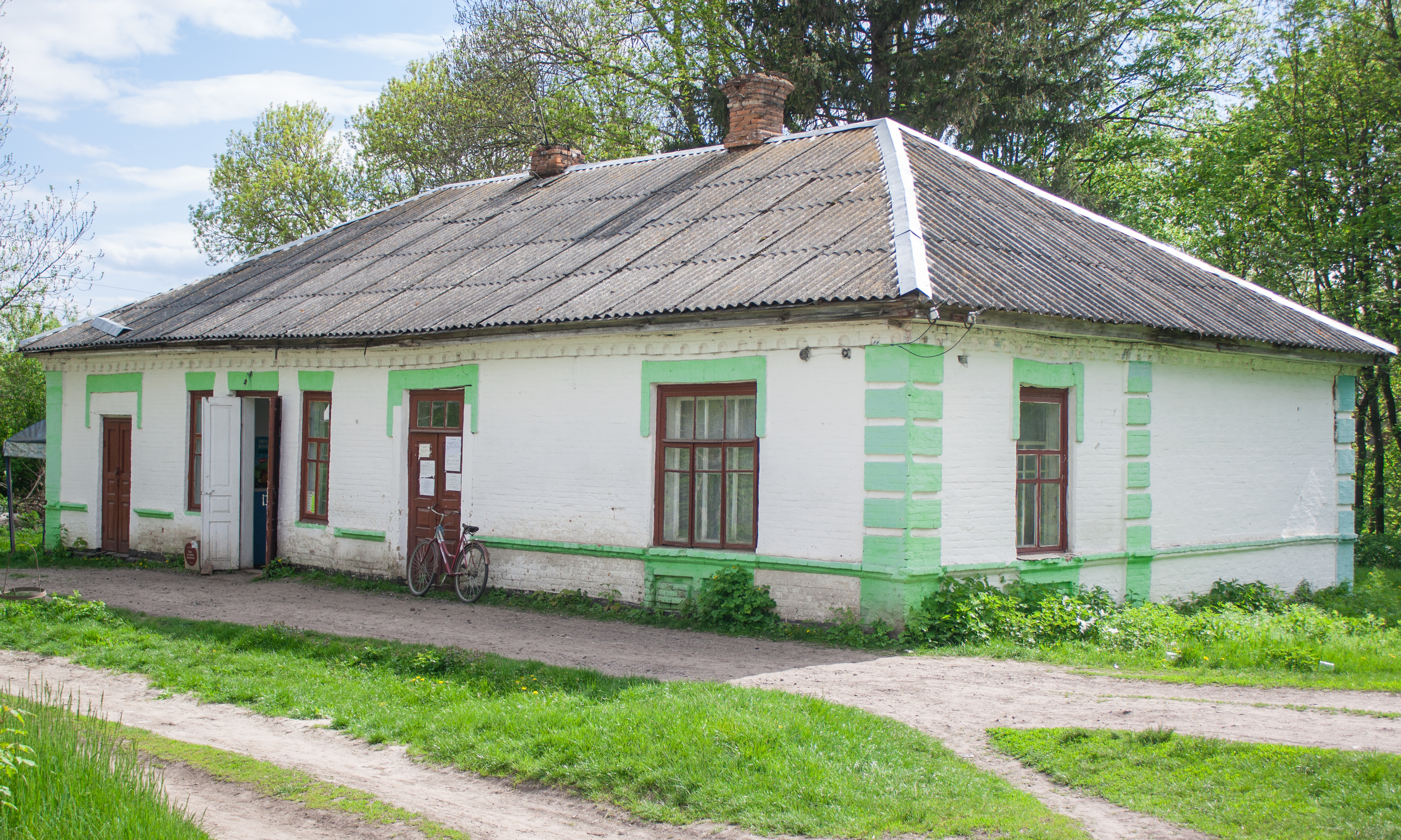
Магазин
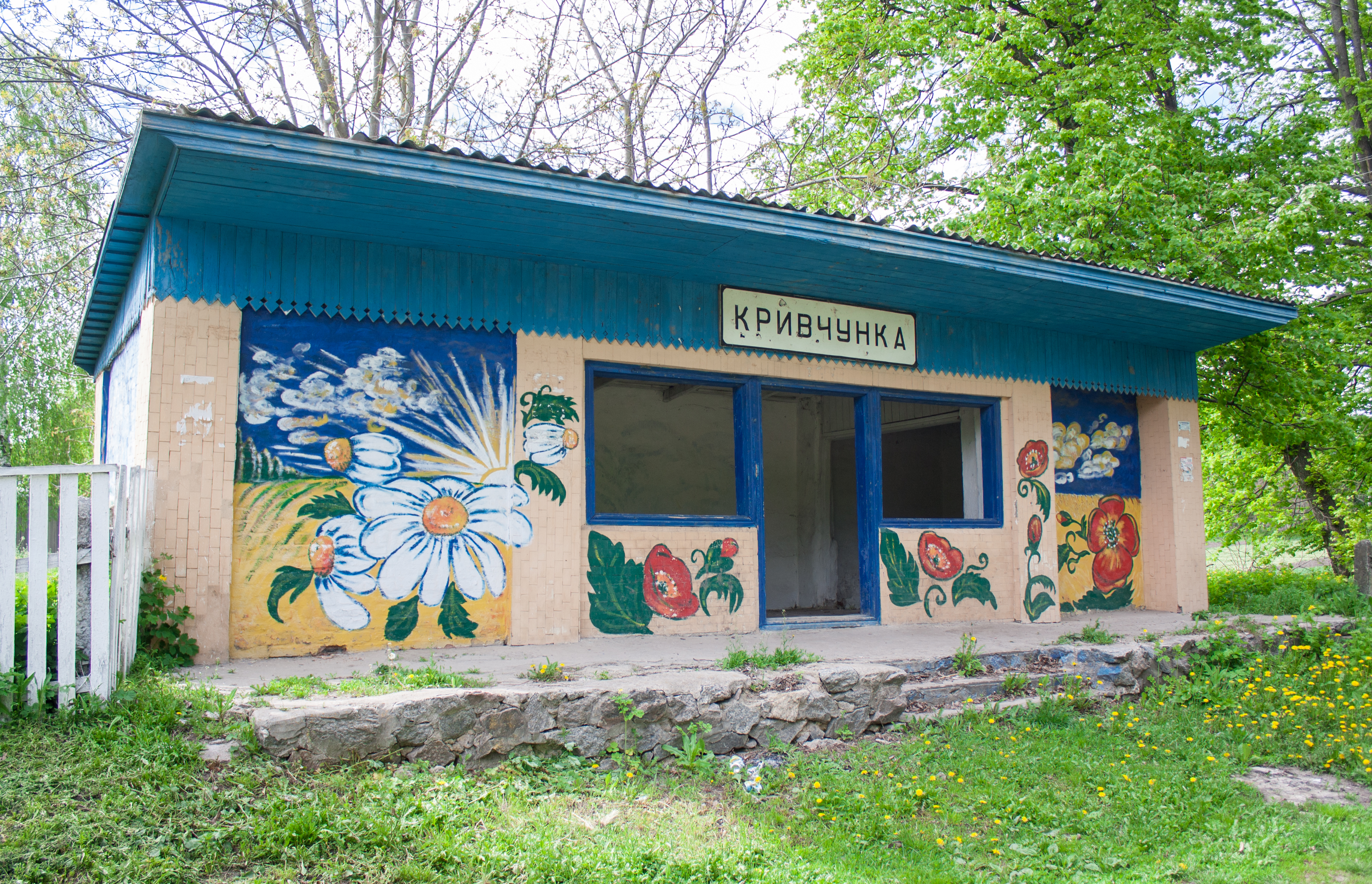
Автобусна зупинка
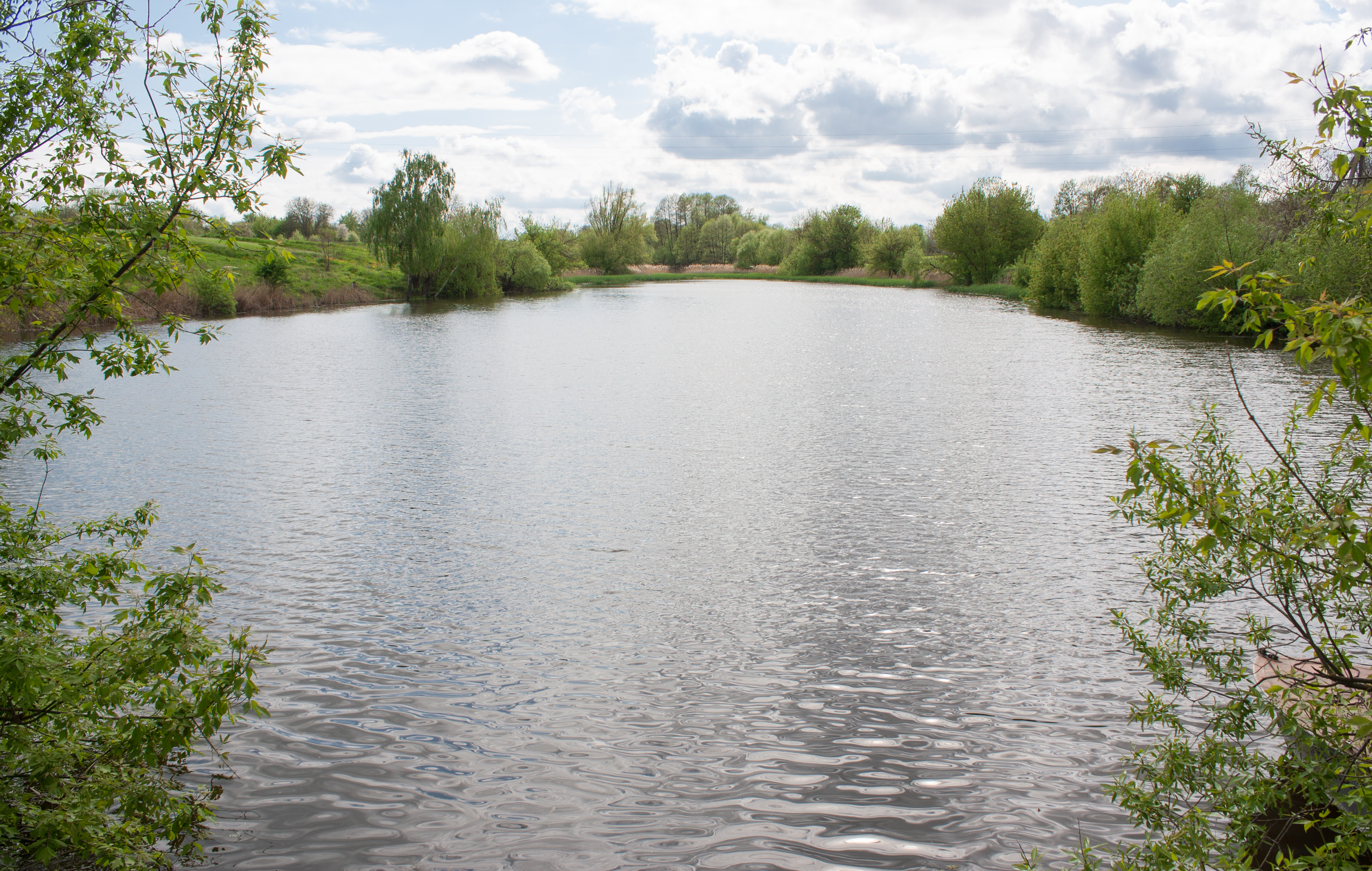
Ставок на річці Молочна
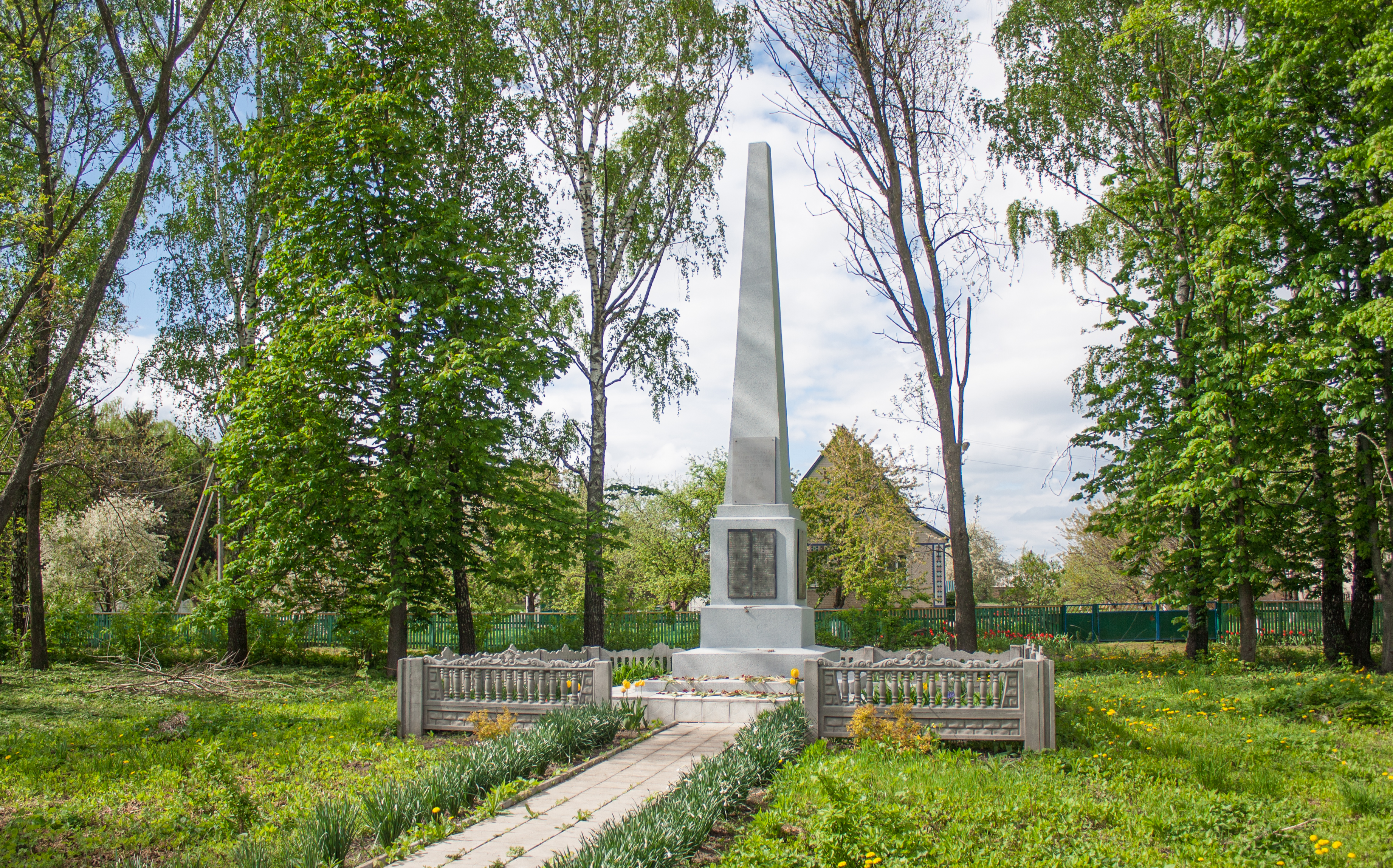
Пам'ятник односельчанам
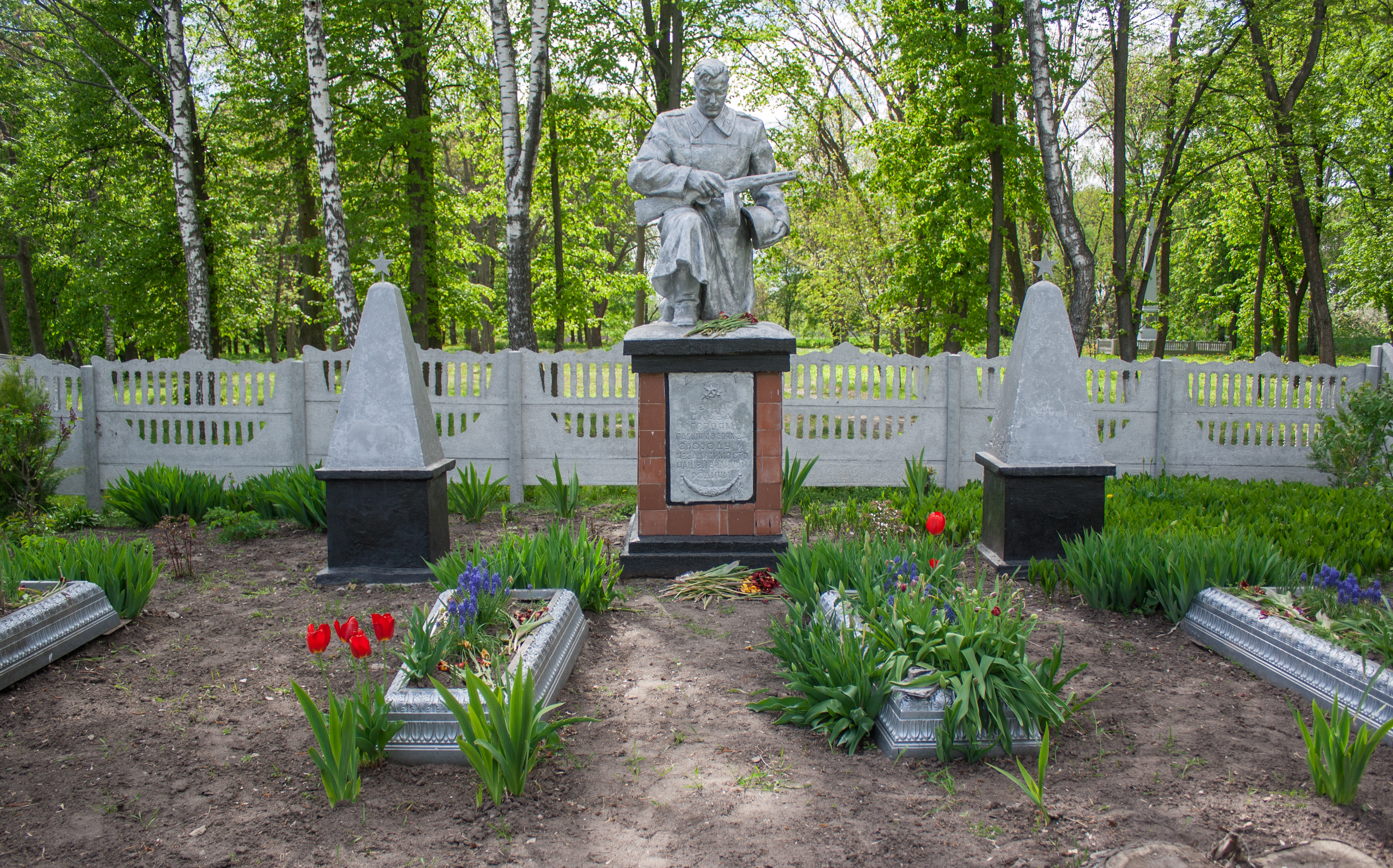
Група могил радянських воїнів

### Ресурси інтернету
- Кривчунка на who-is-who.com.ua/[недоступне посилання з квітня 2019]
- Krywczunka // Słownik geograficzny Królestwa Polskiego. — Warszawa : Druk «Wieku», 1883. — Т. IV. — S. 766. (пол.)
- Krywczunka // Słownik geograficzny Królestwa Polskiego. — Warszawa : Druk «Wieku», 1902. — Т. XV, cz. 2. — S. 178. (пол.)